# Joy of Satan Ministries
Joy of Satan Ministries, també conegut com a Joy of Satan (JoS), és un lloc web i una organització ocultista esotèrica occidental fundada el 2002 per Andrea M. Dietrich (a.k.a. Maxine Dietrich). Joy of Satan Ministries defensa el "Satanisme espiritual", una ideologia que presenta una síntesi del satanisme teista, el nazisme, el paganisme gnòstic, l'⁣esoterisme occidental, les teories de la conspiració ovni i les creences extraterrestres similars a les popularitzades per Zecharia Sitchin i David Icke.
Els membres creuen que Satanàs és "El veritable pare i Déu creador de la humanitat", el desig del qual era que les seves creacions, la humanitat, s'elevessin a través del coneixement i la comprensió.
Han estat objecte de controvèrsia important per les seves creences antisemites i una connexió amb un antic president del Moviment Nacional Socialista, una organització neonazi nord-americana.

## Definició
L'orientació dels ministeris Joy of Satan - "Satanisme espiritual" - és generalment reconeguda per alguns estudiosos com una forma d'⁣esoterisme occidental, que abraça una forma esotèrica del satanisme de LaVeyan en comptes dels inicis materialistes i carnals idealitzats per Anton LaVey. La seva relació entre Satanàs és descrita pel professor d'estudis religiosos, Christopher Partridge, com "el nucli d'un projecte esotèric de transformació, basat en una relació personal o mística".

## Història
A principis dels anys 2000, Maxine Dietrich va començar la creació de Joy of Satan Ministries. Maxine Dietrich va establir una ideologia satànica que es presentaria com una forma esotèrica del satanisme de LaVeyan, però adoptaria un "satanisme tradicional" establint els seus fonaments satànics des de l'antic Orient Mitjà, Extrem Orient i ensenyaments occidentals, i només reconeixent els conceptes judaics/abrahàmics de Satanàs com a reacció. De la investigació de Zechariah Sitchin, Maxine Dietrich va derivar la teoria d'un antic conflicte entre races extraterrestres avançades i va incorporar aquestes teories a la seva ideologia; va concloure que els jueus i les religions abrahàmiques eren els productes d'una raça alienígena hostil responsable de la deposició de les religions paganes i els seus déus pagans (que els JoS identifiquen com a dimonis). Amb aquesta reinterpretació, Joy of Satanas va recrear el Segell de Baphomet d'Anton LaVey, un segell que incorporaria l'⁣escriptura cuneiforme en lloc de les lletres hebrees (que escriu "Satanà" en cuneïforme en comptes de "Leviatà" en hebreu). Aquestes teories incorporades, a més del seu menyspreu cap al misticisme jueu, esdevenen l'espurna d'una important polèmica per a l'organització religiosa.
Quan l'adopció del sentiment antijudaic s'hagué establert completament dins de la ideologia de JoS, més tard s'incorporarien més teories antisemites. El 2004, també es va revelar que Clifford Herrington, president del Moviment Nacional Socialista, era el marit de la gran sacerdotessa de l'organització. Aquesta revelació va exposar la divisió en l'orientació religiosa del NSM i va provocar un gran debat i conflicte dins de NSM i JoS. Malgrat els esdeveniments, Joy of Satan va continuar persistint i mantenint la popularitat i la importància mentre es reconeixia com una de les sectes satàniques més controvertides en els corrents del satanisme teista.

## Creences

### Extraterrestres
Joy of Satan presenta diverses teories extraterrestres, algunes de les quals deriven de l'autor d'⁣antics astronautes, Zecharia Sitchin. JoS creu que Satanàs i els Dimonis de la Goetia són éssers extraterrestres sensibles i poderosos responsables de la creació de la humanitat, i els orígens dels quals són anteriors a les religions abrahàmiques. També s'identifiquen com a Nefilim de la Bíblia hebrea. Segons el sociòleg de la religió Massimo Introvigne, "Maxine Dietrich va derivar d'aquestes teories les idees d'una lluita mortal entre extraterrestres il·lustrats i una raça extraterrestre monstruosa, els rèptils".

### Orígens de la humanitat
Joy of Satan Ministries creu que un dels extraterrestres benignes, Enki, que consideren el mateix Satanàs, va crear amb els seus col·laboradors a la Terra éssers humans a través de la seva avançada tecnologia d'⁣enginyeria genètica. Joy of Satan considera que les seves creacions més destacades van ser la raça nòrdica-ària. I declaren que els rèptils, al seu torn, han creat la seva pròpia espècie combinant el seu propi ADN amb l'ADN d'humanoides semianimals amb el resultat identificat com la raça jueva.
Joy of Satan Ministries teoritzen que després que els extraterrestres benèvols abandonessin la Terra fa 10.000 anys, els agents dels rèptils van crear les seves pròpies religions, les religions abrahàmiques, que posteriorment van començar la deposició i la difamació de les divinitats paganes. Afirmen que aquestes religions van calumniar els extraterrestres benignes etiquetant-los com a "dimonis" i, mitjançant les seves doctrines, van crear un clima de terror a la humanitat (per exemple, condemnant la sexualitat), per tal de programar i controlar millor els humans. Afirmen que Satanàs, però, no va abandonar la humanitat, creient que s'ha revelat a Llibre negre Yazidi (que no s'ha de confondre amb l'escriptura homònima de l'⁣ONA).

### Teologia
Els adeptes de Joy of Satan Ministries són generalment politeistes, que veuen que els dimonis de la Goetia tenen una existència literal i Satanàs és el seu governant cardinal. Satanàs i alguns dimonis també es veuen com una de les moltes deïtats i s'assimilen a molts déus de cultures antigues, com Satanàs que ha sabut ser el déu sumeri Enki i l'⁣àngel yazidí Melek Taus. Tot i que Satanàs es considera una deïtat dins de JoS, s'entén que les mateixes deïtats són éssers extraterrestres humanoides molt evolucionats, no envellits, sensibles i poderosos.
Mentre que Joy of Satan Ministries adopta els fonaments satànics de la bíblia satànica de LaVey, Introvigne descriu el satanisme de LaVeyan com a més "racionalista" en comparació. En el relat d'Asbjorn Dyrendal, reconeix "una atmosfera espiritual diferent del satanisme de LaVeyan". Asbjorn afirma que "LaVey va ser capaç de suggerir la realitat de forces misterioses i 'ocultes" alhora que apel·lava a un punt de vista ateu que, segons va afirmar, estava sostingut per la ciència moderna". A més, afegeix que "The Joy of Satan tendeix a presentar-se amb un llenguatge més senzill i espiritualitzat".
Satanàs és vist com una deïtat important per The Joy of Satan, encara que no com un déu omnipotent i omnipresent. També consideren que Satanàs és un representant de les nocions de força, poder, justícia i llibertat. Lilit és una altra deïtat important per al grup, que és reconeguda com "la patrona de les dones fortes i una deessa dels drets de les dones", així com els drets a l'avortament i el control de la natalitat.

## Pràctiques
Joy of Satan promou una gran varietat de pràctiques ocultes, com ara mètodes per evocar entitats demoníaques i pautes per fer pactes amb elles. JoS consideren que el satanisme, a la pràctica, és la veritable naturalesa de la humanitat que precedeix al cristianisme.

### Ocultisme
Els practicants dels ministeris de Joy of Satan Ministries poden compartir pràctiques similars d'altres grups sota la secta teista satanista i els categoritzats en la ideologia esotèrica. Segons l'autor cristià i investigador bíblic, Josh Peck, "el satanisme teista participa en totes les pràctiques de la Nova Era sota el sol en les seves dedicacions a Satanàs i a la filosofia satànica". Referent al ministeri espiritual com a exemple, assenyala els seus mètodes d'endevinació en astrologia, màgia, pèndols, runes, clarividència, vides passades, la glàndula pineal i el tercer ull, els xacres, la tecnologia bioelèctrica, el pla astral, els encanteris, la serp kundaliní, estats de trànsit, així com mètodes d'autohipnosi, encens, telequinesi, ones cerebrals i cant.
Jesper Petersen afirma que els practicants que experimenten amb les pràctiques de meditació del JoS poden trobar-les útils. Els seus nombrosos usos de la màgia també van des del més simple fins al més complex. Aquests inclouen bruixeria, encanteris i diversos tipus de bruixeria, tots els quals requereixen que el practicant apliqui imaginativament coneixements i tècniques especialitzades a l'objecte de l'⁣encanteri, hipnotisme, curació i altres tipus de màgia o endevinació. També ofereixen una varietat de tècniques ocultes en màgia negra.

### Rituals
Segons Jesper Petersen, "Els rituals proposats per Joy of Satan són molt simples i no especialment avançats, la majoria consisteixen en exercicis de visualització en lloc de rituals reals coneguts a la cultura satànica convencional. Malgrat el que es creu comunament, el procés dels seus rituals no és una negociació o "exercicis del mal, sinó més aviat una "comunicació telepàtica" amb éssers antropomòrfics, amb un to gairebé jovial al llarg de diversos rituals". El JoS també afirma que Satanàs reconeix la manca de fons i no espera que els seus seguidors tinguin articles cars per al ritual en comparació amb els ideals d'una Església cristiana moderna. També s'utilitza una formulació similar quan es parla de l'escassetat d'espelmes negres.
Els iniciats comencen un "compromís formal" que es firma amb sang i es crema per participar plenament en l'obra de Satanàs sobre la humanitat, per implicar un creixement en el coneixement espiritual i el poder personal. En els rituals devocionals estàndard, la seva orientació es descriu com un canvi del control al vincle i l'autodesenvolupament, en el qual els seus rituals no pretenen convocar dimonis per la força, sinó que permeten experiències místiques i empoderament més en sintonia amb les seves preocupacions expressives. La part central del seu ritual "Standard Ritual to Satan" consisteix a llegir oracions i "comunicar-se amb el pare Satanàs un a un", que és considerat per Jesper Petersen "una ruptura sorprenent amb les activitats cerimonials més tradicionals conegudes en la cultura satànica dominant". L'estructura del ritual també es considera bastant estàndard, després de les preparacions adequades (bany, encendre espelmes, etc.), el ritual comença amb tocar la campana i invocar "Els quatre prínceps de l'infern". A la part principal es recita la Invocació a Satanàs, establint un vincle adequat per a la pregària i la comunicació. El practicant, després de concloure els seus esforços, finalitzarà el ritual amb un tancament.
La destacada satanista teista, Diane Vera, elogia la propietària del lloc Joy of Satan, Maxine Dietrich, afirmant que els seus esforços pioners són una gran millora respecte als vells i irrespectuosos mètodes de grimoris. Rev. Jeff Rhoades també afirma que els seus esforços amb els dimonis són "amb molt més respecte que la majoria de les versions de la Goetia i altres grimoris cristians".
Els seguidors de lJoy of Sata també poden participar en rituals contra aquells que es creu que són "enemics de Satanàs", una noció defensada com a guerra espiritual.

## Recepció
Joy of Satan Ministries es va convertir en el tema de crítiques significatives per les seves estretes connexions amb un líder d'alt rang del Moviment Nacional Socialista, així com per les seves creences antijudaiques, anticristianes i antisemites. Tot i que els satanistes espirituals han adoptat les seves idees com a model, des d'aleshores s'han distanciat de les creences controvertides del grup i d'"una connexió molt explícita amb el nazisme".
Quan el fet que Maxine fos l'esposa d'un conegut líder neonazi nord-americà va esdevenir públic, va crear seriosos problemes dins del mateix Joy of Satan. Aquesta polèmica va exposar la divisió en el NSM entre la identitat cristiana i els odinistes i satanistes. Segons Introvigne (2016), "Diversos grups locals van abandonar Dietrich i van començar minúscules organitzacions escindides. Alguns d'aquests van insistir que no eren satanistes, només pagans". Introvigne afegeix que "la majoria estan desaparegudes, mentre que Joy of Satan continua existint, encara que amb un nombre reduït de membres". Malgrat els esdeveniments, Introvigne afirma que "Les seves idees sobre extraterrestres, meditació i contactes telepàtics amb dimonis es van fer populars, malgrat això, en un entorn més ampli de satanisme "espiritual" o teista que no el de LaVeyan". Després d'una sèrie de reaccions, Clifford i Andrea Herrington també van ser acusats de conducta sexual indeguda amb moltes altres acusacions contra ells, però, Introvigne afirma que les acusacions "són difícils d'avaluar". Les afiliacions satàniques de Maxine, però, van ser suficients per provocar la sortida de Clifford Herrington del Moviment Nacional Socialista. Clifford Herrington formaria llavors el "Moviment per la Llibertat Nacional Socialista" després d'abandonar el NSM el 2006.
Igual que l'⁣Ordre dels Nou Angles, Joy of Satan comparteix creences antisemites i simpatia nacionalsocialista similars i es considera que pertany a la mateixa categoria ideològica, semblant ideologies similars amb certa dissidència entre elles.
James R. Lewis va assenyalar en la seva enquesta "Satan census" de l'any 2001 i 2009 un nombre sorprenent d'adherits a Joy of Satan. Segons l'estudiós d'⁣estudis religiosos i investigador de nous moviments religiosos, l'enquesta de Jesper Aagaard Petersen (2014) sobre la proliferació del medi satànic a Internet (2014) va assenyalar un protagonisme sorprenent entre els llocs web satanistes teistes a Internet, afirma que "l'únic lloc web amb certa popularitat és l'Església de Satanàs i (una mica paradoxalment) la pàgina de Joy of Satan a la xarxa Angelfire, i encara estan molt lluny de la Cienciologia. La majoria d'aquests llocs són decididament marginals".